# Józef Łukaszewicz (historyk)

Herb Trójstrzał

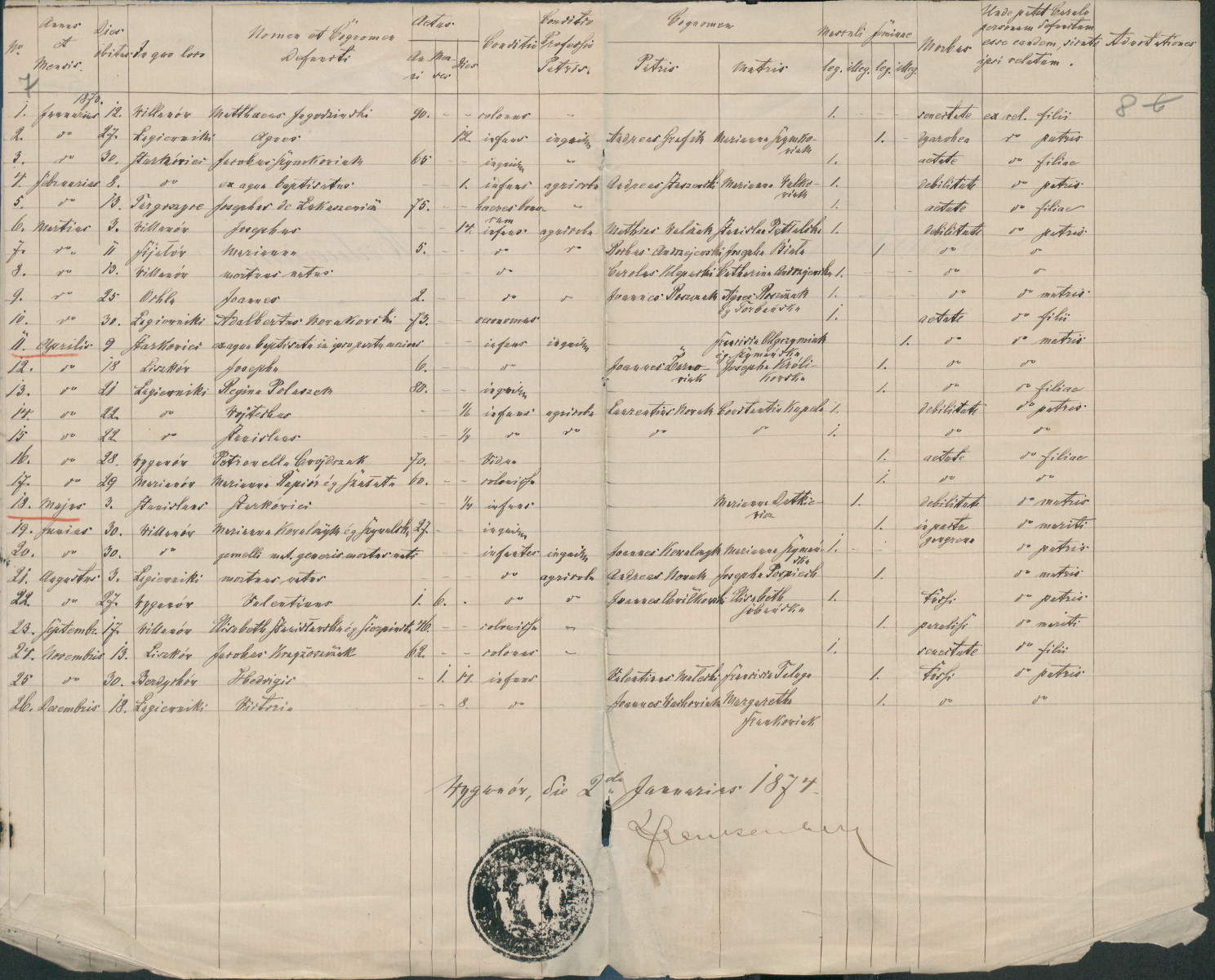
Akt zgonu Józefa Łukaszewicza

Józef Łukaszewicz (ur. 30 listopada 1799 lub 29 listopada 1797 w Krąplewie, zm. 13 lutego 1873 w Targoszycach) – polski historyk, publicysta, bibliotekarz i wydawca.

## Życiorys
Rodzina pieczętowała się herbem Trójstrzał. Był synem Teodora, właściciela sołectwa, i zarządcy kilku miejscowości w dobrach ks. Jabłonowskiego w powiecie kościańskim a później Czeszewa oraz Katarzyny z Poplewskich. Przez trzy lata uczył się we franciszkańskiej szkole w Pyzdrach, a następnie w Bninie. Ukończył Szkołę Departamentową w Kaliszu, a następnie studiował historię i literaturę na Uniwersytecie Jagiellońskim w Krakowie, gdzie pod wpływem Jerzego Samuela Bandtkiego wyspecjalizował się w bibliotekarstwie.
W 1825 debiutował jako poeta w czasopiśmie „Weteran Poznański”. W 1829 został bibliotekarzem Biblioteki Raczyńskich w Poznaniu i współpracował z Edwardem Raczyńskim w jego działalności edytorskiej.
W latach 1832–1843 zajmował stanowisko archiwisty miejskiego w Poznaniu, a równocześnie w latach 1838–1842 był nauczycielem w tamtejszym gimnazjum Fryderyka Wilhelma. Należał do założycieli i stałych współpracowników „Przyjaciela Ludu”, w którym w latach 1837–1845 zamieszczał liczne artykuły o treści historycznej i archeologicznej, a w latach 1839–1845 pełnił ponadto funkcję głównego redaktora. Redagował także „Tygodnik Literacki”, a w 1840 był współzałożycielem „Orędownika Naukowego”. W 1841 założył własną drukarnię i księgarnię „Nową”.
W 1852 wycofał się z działalności publicznej i osiadł w odziedziczonym przez żonę, Sewerynę z Fryzów, majątku Targoszyce w powiecie krotoszyńskim, gdzie zmarł. W 1961 prochy przeniesiono na Cmentarz Zasłużonych Wielkopolan w Poznaniu. Jego imię nosi ulica w poznańskiej dzielnicy Łazarz.
Miał córki: Konstancję, Marię i Józefę.

## Dzieła
- Wiadomość historyczna o Dyssydentach w mieście Poznaniu w XVI. i XVII. wieku, Poznań 1832[3].
- Obraz historyczno-statystyczny miasta Poznania w dawniejszych czasach. T. 1 i 2., Poznań 1838[4].